# V přírodě
V přírodě (1872–1874) je trojdílná přírodní lyrická básnická sbírka Vítězslava Hálka. Spolu s jeho sbírkou Večerní písně patří k pilířům české lyriky 19. století.

## Obsah sbírky
Sbírka obsahuje celkem 172 básní, které nejsou opatřeny názvy, pouze čísly. Jednotlivé části byly původně vydány samostatně (první dvě roku 1872, třetí roku 1874). První oddíl obsahuje 60 básní a další dva 56 básní. Obsahuje přírodní a reflexívní lyriku, inspirovanou klidnou krajinou středních Čech (především Mělnicka), kde se autor narodil a kde trávil i své volné chvíle. Autorovy básnické obrazy jsou zaměřeny na vyvolání ovzduší intimity, rodinných a partnerských vztahů uvnitř přírody i mezi přírodou a lidmi. Myšlenkovým východiskem sbírky je Hálkova představa přírodních zákonů jako záruky pravosti, oprávněnosti a mravní hodnoty nejen přírodních, ale i společenských jevů.

## Ukázka
Báseň Napadly písně duši mou je první básní sbírky.
Napadly písně v duši mou,

nezavolány, z nenadání,

jako když rosy napadá

po stéblokadeřavé stráni.

Kol se to mihá perlami,

i cítím dech tak mladý, zdravý,

že nevím, zda jsou radost má,

či pláč mé duše usedavý.

Však rosu luna zrodila,

a není písním v duši stání:

tekou co slast a slza má —

a den se chystá ku svitání.